# Pollux
Polydeukés, v latinské verzi Pollux, byl v řecké mytologii syn Lédy a nejvyššího boha Dia, jeden z obou Dioskúrů (latinsky Gemini čili Blíženci). Druhým bratrem byl Kastór (Castor), jehož otcem byl Lédin manžel a spartský král Tyndareós.
Polydeukovým otcem byl nejvyšší bůh Zeus, který se do Lédy zamiloval a pro sblížení na sebe vzal podobu labutě; odtud měl Polydeukés nesmrtelnost. Oba Dioskúrové byli nerozluční, spolu prožívali všechna dobrodružství. Oba vyhrávali na olympijských hrách, Polydeukés byl proslulý v pěstním zápasu, zatímco Kastór měl pověst vojáka a krotitele koní.
Polydeukovou vlastní sestrou byla Helena, která byla také Diovou dcerou a kvůli které vypukla trójská válka. Vlastní sestra Kastóra byla Tyndareova dcera Klytaimnéstra.
Kult Dioskúrů byl uctíván Lakónii a ve Velkém Řecku.
Pollux je také označení hvězdy v souhvězdí Blíženců.